# خیرآباد (یزد)
خیرآباد (یزد)، روستایی از توابع بخش مرکزی شهرستان یزد در استان یزد ایران است.

## جمعیت
این روستا در دهستان فجر قرار دارد و براساس سرشماری مرکز آمار ایران در سال ۱۳۸۵، جمعیت آن ۵٬۷۹۴ نفر (۱٬۵۹۶خانوار) بوده‌است.